# Jean Choux
Jean Choux (Ginebra, 6 de marzo de 1887-París, 2 de marzo de 1946) fue un director de cine, guionista y productor franco-suizo nacido en Ginebra. Estuvo activo en el cine francés e italiano desde la época del cine mudo hasta su muerte en 1946.

## Biografía
Jean Robert Choux, cuyo nombre completo era Jean Robert Choux, comenzó su carrera como periodista en Suiza y publicó una colección de poemas.En 1925, rodó su primera película en Suiza, La Vocation d'André Carel, o La Puissance du travail, protagonizada por Michel Simon y Blanche Montel. En París rodó otras cinco películas mudas, todas ellas protagonizadas por la actriz francesa Thérèse Reignier (1891-1952), que se convirtió en su esposa en 1931, entre ellas La Terre qui meurt (1926) y Le Baiser qui tue (1929).
En 1931 obtuvo un gran éxito con la adaptación cinematográfica de Jean de la Lune, de Marcel Achard, protagonizada por Madeleine Renaud, Michel Simon y René Lefèvre. Este éxito se debió a Michel Simon, que había creado la obra y estaba deseoso de filmarla, pero pronto se sintió decepcionado por Jean Choux y tomó el control del proyecto. Dado el éxito de la película, Jean Choux exigió que se acreditara su nombre.
Ese mismo año, dirigió a Arletty en Un chien qui rapporte, su primera aparición como protagonista en una película. Otras películas suyas fueron Maternité con Françoise Rosay (1934), Le Greluchon délicat con Alice Cocéa y Harry Baur (1934), Paris con Harry Baur (1936), Paix sur le Rhin con Françoise Rosay y Dita Parlo (1938).
En 1938, se trasladó a los estudios Cinecittà de Roma, que Mussolini acababa de hacer construir. Rodó Angélica, con Viviane Romance, cuando se declaró la guerra. Realiza una película italo-española, La Naissance de Salomé, antes de regresar a Francia.
En 1941, se convierte en portavoz cinematográfico de Pétain y del gobierno de Vichy. En 1942, su película La Femme perdue, con Renée Saint-Cyr, fue «uno de los grandes éxitos comerciales de la Ocupación».
Jean Choux falleció el 6 de marzo de 1946 en el hospital Hôtel-Dieu del distrito 4 de París. Su última película, L'Ange qu'on m'a donné, se estrenó tres semanas después de su muerte.

## Filmografía
- 1925 : La Vocation d'André Carel ou La Puissance du travail con Michel Simon, Blanche Montel et Thérèse Reignier
- 1926 : La Terre qui meurt con Madeleine Renaud y Thérèse Reignier
- 1928 : Espionnage ou la Guerre sans armes con Thérèse Reignier
- 1929 : Le Baiser qui tue, coréalisé con Tartarin Malachowski, con Thérèse Reignier
- 1929 : Chacun porte sa croix con Thérèse Reignier
- 1930 : Dranem au dancing ou Bonsoir M'sieurs dames (court métrage) con Dranem y Roland Toutain
- 1930 : La Servante con Thérèse Reignier
- 1931 : Amours viennoises, coréalisé con Robert Land, con Janie Marèse, Roland Toutain y Maurice de Canonge
- 1931 : Jean de la Lune con Madeleine Renaud, Michel Simon y René Lefèvre
- 1931 : Blanc comme neige con Léo Courtois y Martine de Breteuil
- 1932 : Un chien qui rapporte con Arletty y René Lefèvre
- 1932 : Le Mariage de mademoiselle Beulemans con Pierre Alcover y Berthe Charmal
- 1933 : L'Ange gardien con André Baugé y Thérèse Reignier
- 1934 : Maternité con Françoise Rosay y Thérèse Reignier
- 1934 : Le Greluchon délicat con Alice Cocéa y Harry Baur
- 1936 : Paris con Harry Baur y Renée Saint-Cyr
- 1937 : Une femme sans importance, d'après Oscar Wilde, con Pierre Blanchar y Lisette Lanvin
- 1937 : Miarka, la fille à l'ourse con Marcel Dalio
- 1938 : Paix sur le Rhin con Françoise Rosay, Dita Parlo y Thérèse Reignier
- 1938 : La Glu con Marie Bell y André Lefaur
- 1939 : Angélica ou La Rose de sang con Viviane Romance
- 1940 : Le Café du port con René Dary y Line Viala
- 1940 : La Naissance de Salomé con Conchita Montenegro y Armando Falconi
- 1942 : La Femme perdue con Renée Saint-Cyr y Jean Murat
- 1943 : Port d'attache con Michèle Alfa y René Dary
- 1945 : La Boîte aux rêves, coréalisé con Yves Allégret, con Viviane Romance y Henri Guisol
- 1946 : L'Ange qu'on m'a donné con Jean Chevrier y Gabrielle Dorziat